# Де Вос, Люк
Люк Теофиль Эмиль Де Вос (нидерл. Luc De Vos; 12 июля 1962, Гент — 29 ноября 2014, Гент) — фламандский певец, солист рок-группы Gorki. Часто принимал участие во фламандских телевизионных передачах.

## Биография
Де Вос родился в Генте, но своё детство он провёл в Виппельгеме. Он был младшим из семерых детей в семье. Уже в возрасте 10 лет он знал, что хочет стать музыкантом. Им было выпущено 11 альбомов с рок-группой Gorki. Группа была создана под названием Gorky, которое является транскрипцией русского прилагательного «горький». Люк Де Вос сказал в одном из интервью, что они выбрали это название, потому оно звучит хорошо и немного похоже на «rocky» и имеет коннотацию рок-н-ролла. В этом же интервью он отметил также танец президента Бориса Ельцина, во время его предвыборной кампании.
В 1993 году группа распалась и название изменилось на Gorki. Де Вос также принимал участие в англоязычной группе Automatic Buffalo. Одновременно со своей музыкальной карьерой у Де Воса была писательская карьера: он писал колонки для сайта радиостанции Studio Brussel. Для журнала города Гента «Zone 09» также он создал вместе с карикатуристом Lectrr несколько сценариев для маленьких комиксов.
Де Вос написал восемь книг. Первая (De verworpenen — Отклоненные) была сборником колонок в газетах. Она была издана только один раз. Вторая книга (Het Woord Bij De Daad — Слово к делу), третья (De Rest Is Geschiedenis — Остальное — история) и четвёртая (De Volksmacht — Народная власть) представляют собой фиктивные автобиографии. Пятая книга (De Laatste Mammoet — Последний мамонт) — роман. Het Mensdom (Человечество) была его шестой книгой. Седьмой — Het werk van de duivel en andere columns (Работа дьявола и другие колонки). Его последняя книга называется Paddenkoppenland (Страна жабьих голов).
В апреле 2017 года Леон Вердонсхот опубликовал биографию Де Воса под названием VOS.
Он был женат и у него есть сын.

## Проекты Де Воса
Де Вос участвовал в разных проектах. В 1998 году он исполнил песню Schietstoel Дирка Бланшара и помог ему написать песню Lolita.
В 2000 году он спел песню для альбома Oude Maan (Старая луна) известного певца Яна Де Вильде. Для этого альбома он также написал текст песни «Wij houden stand» (Мы не уступаем), которую сам исполнил в альбоме группы Gorki «Homo erectus».
Люк Де Вос часто принимал участие в благотворительных концертах. Он участвовал в выпуске компакт-диска Psychoasis для некоммерческой организации De Mis Verstand, которая помогает людям с психическими проблемами. В 2004 году он вместе с другим певцом Томом Пинтенсом написал несколько песен для театральной постановки «Kaatje is verdronken» (Катя утонула), под руководством фламандского режиссёра Тома Ван Дейка. В 2005 году он был постоянным гостем в программе De laatste show (Последнее шоу) на Фламандском телеканале «één» (Первый канал). Он каждую неделю обсуждал произошедшие события в мире.
В 2006 году Де Вос озвучивал различные роли в таких фильмах, как «Тачки», где он озвучивал Автобус Volkswagen, а в фильме Garfield «Гарфилд» собаку Роммель. У него также была эпизодическая роль в первой серии фламандского телесериала Willy’s en Marjetten.
В 2007 году Де Вос был постоянным гостем в качестве капитана команды Восточной Фландрии в программе De Provincieshow на фламандском Первом канале. Gorki и Изабель Адам написали песню «En Dans» для альбома группы Clouseau (Клузо).
В 2010 году Де Вос исполнил главную роль в короткометражном фильме «TATA» режиссёра Николаса Рахунса.
Де Вос участвовал во втором сезоне телевизионной викторины «De Slimste Mens ter Wereld» (Самый умный человек в мире). После трёх выпусков он выбыл из конкурса. В 2014 году он во второй раз участвовал и смог удержаться до четвёртого выпуска программы. У него был шанс участвовать в финальных выпусках программы, но внезапная смерть певца нарушила все планы.

## Смерть
29 ноября 2014 года в возрасте 52 года Де Вос неожидано умер у себя дома в день рождения своего сына. Де Вос был похоронен 6 декабря на кладбище Кампо-Санто в Синт-Амандсберге.